# Stade Carlo-Castellani
Pour les articles homonymes, voir Castellani.
 (avril 2025).
Le stade Carlo-Castellani (en italien Stadio Carlo Castellani) est un stade de football à Empoli en Italie.
L'Empoli Football Club a élu domicile dans ce stade.
Il fut construit en 1965 et peut accueillir 19 847 spectateurs.

## Hommage
Carlo Castellani (1909-1944) fut, avant-guerre, le meilleur buteur du club d'Empoli. Son record du nombre de buts marqués n'a été dépassé qu'en 2011. Ce joueur est mort en déportation.